# Beveuge
Beveuge ist eine französische Gemeinde im Département Haute-Saône in der Region Bourgogne-Franche-Comté.

## Geographie
Beveuge liegt auf einer Höhe von 275 m über dem Meeresspiegel, vier Kilometer östlich von Villersexel und etwa 25 km ostsüdöstlich der Stadt Vesoul (Luftlinie). Das Dorf erstreckt sich in der Ebene von Villersexel, in der Talniederung beidseits des Ruisseau de Beveuge im Einzugsgebiet des Ognon.
Die Fläche des 5,18 km² großen Gemeindegebiets umfasst einen Abschnitt des Flachlandes bei Villersexel. Der zentrale Teil des Gebietes wird von Süden nach Norden von der Niederung des Ruisseau de Beveuge durchquert, die eine Breite von rund 300 m aufweist. Südlich des Dorfes nimmt er von rechts den Ruisseau de la Prairie auf und etwa 1,5 km nördlich von Beveuge mündet er in den Scey. Parallel zum Ruisseau de Beveuge fließt der Ruisseau des Grands Prés, der die westliche Grenze markiert. Nach Osten erstreckt sich das Gemeindeareal auf das angrenzende Plateau, das durchschnittlich auf 290 m liegt. Es ist überwiegend von Acker- und Wiesland bestanden, zeigt aber auch einige Waldflächen. Im Norden wird es vom Flusslauf des Scey begrenzt. Östlich des Dorfes wird mit 300 m die höchste Erhebung von Beveuge erreicht.
Nachbargemeinden von Beveuge sind Villafans im Norden, Senargent-Mignafans im Osten, Saint-Ferjeux und Villargent im Süden sowie Villers-la-Ville im Westen.

## Geschichte
Im Mittelalter bildete Beveuge eine eigene kleine Herrschaft, die im Besitz der Herren von Granges war. Im 13. Jahrhundert erlosch das Geschlecht der Familie von Beveuge. Anschließend befand sich der Ort unter der Oberhoheit der Grafen von Montbéliard. Zusammen mit der Franche-Comté gelangte Beveuge mit dem Frieden von Nimwegen 1678 definitiv an Frankreich. Bis zum Bau der eigenen Kirche im 19. Jahrhundert gehörte das Dorf zur Pfarrei Saint-Ferjeux. Seit 2000 ist Beveuge Mitglied des 33 Ortschaften umfassenden Gemeindeverbandes Communauté de communes du Pays de Villersexel.

## Sehenswürdigkeiten

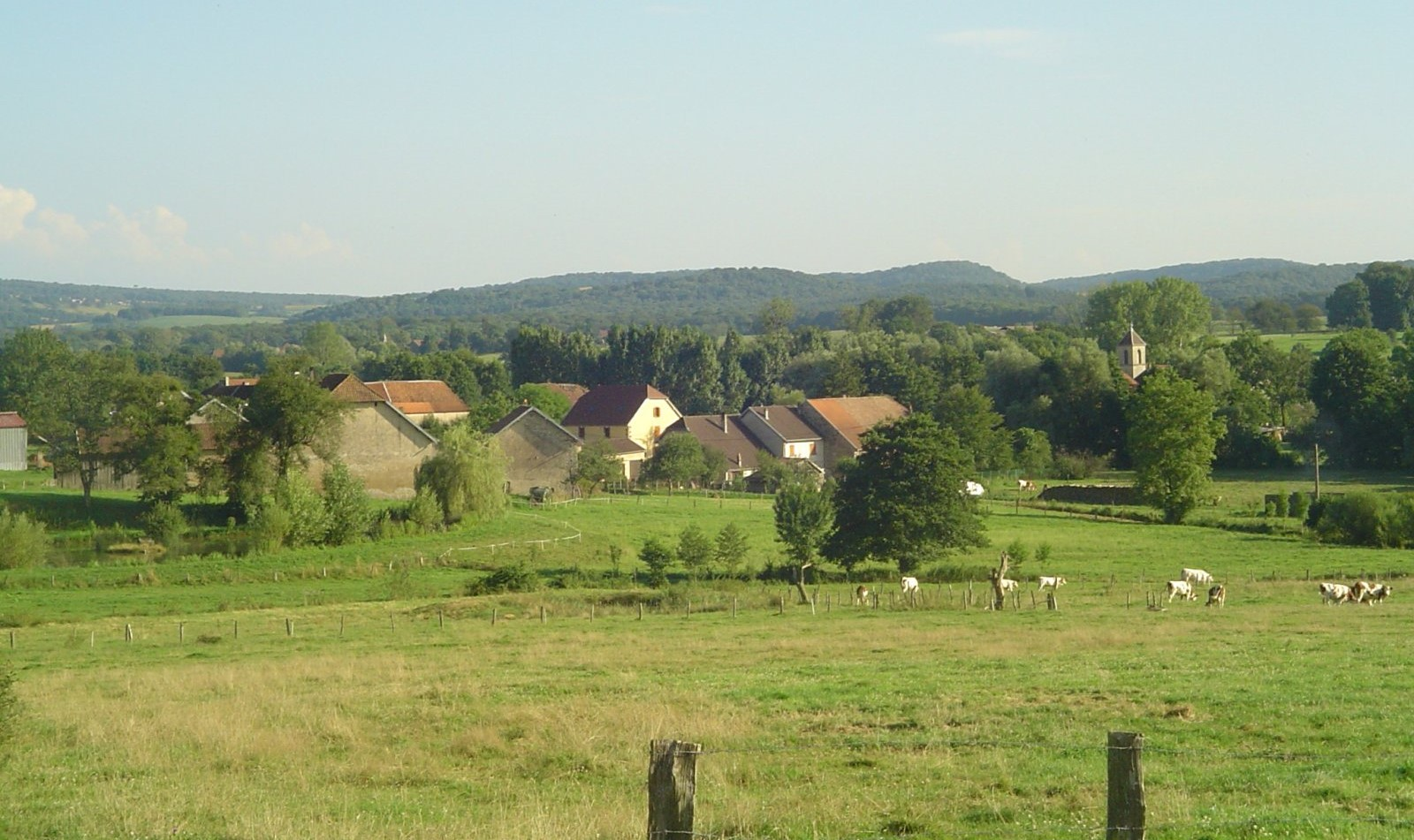
Landschaft bei Beveuge

Die Dorfkirche von Beveuge wurde gegen Ende des 19. Jahrhunderts im Stil der Neugotik erbaut. Erhalten ist das Château de Beveuge mit einer Renaissancefassade, während die restlichen Gebäudeteile aus späterer Zeit stammen. Zu den weiteren Sehenswürdigkeiten zählen das Lavoir (Brunnen und Waschhaus) aus dem 19. Jahrhundert und zwei Steinkreuze aus dem 19. Jahrhundert.

## Bevölkerung
| Jahr                       | 1962 | 1968 | 1975 | 1982 | 1990 | 1999 |
| Einwohner                  | 121  | 103  | 96   | 115  | 114  | 93   |
| Quellen: Cassini und INSEE |      |      |      |      |      |      |

Mit 87 Einwohnern (1. Januar 2022) gehört Beveuge zu den kleinsten Gemeinden des Département Haute-Saône. Nachdem die Einwohnerzahl in der ersten Hälfte des 20. Jahrhunderts deutlich abgenommen hatte (1886 wurden noch 224 Personen gezählt), wurden seither nur noch geringe Schwankungen verzeichnet.

## Wirtschaft und Infrastruktur
Beveuge war bis weit ins 20. Jahrhundert hinein ein vorwiegend durch die Landwirtschaft (Ackerbau, Obstbau und Viehzucht) und die Forstwirtschaft geprägtes Dorf. Daneben gibt es heute einige Betriebe des lokalen Kleingewerbes. Mittlerweile hat sich das Dorf auch zu einer Wohngemeinde gewandelt. Viele Erwerbstätige sind deshalb Wegpendler, die in den größeren Ortschaften der Umgebung ihrer Arbeit nachgehen.
Die Ortschaft liegt abseits der größeren Durchgangsachsen an einer Departementsstraße, die von Villers-la-Ville nach Senargent führt. Weitere Straßenverbindungen bestehen mit Villargent, Saint-Ferjeux und Athesans-Étroitefontaine.